# Braque d'Auvergne
Braque d'Auvergne là một giống chó có nguồn gốc ở vùng núi Cantal, thuộc tỉnh Auvergne cũ ở giữa phía nam nước Pháp. Nó là một chó săn pointer và gundog linh hoạt. Loài chó này xuất phát từ các loại chó săn cổ xưa trong khu vực.

## Ngoại hình
Braque d'Auvergne là một con chó mạnh mẽ, cao khoảng 53–63 cm (21–25 in) tính từ vai. Giống chó này có đầu to, đôi tai dài và đôi môi mềm mại. Đuôi thường dài một nửa chiều dài của thân mình. Bộ lông ngắn, bóng, màu trắng với những đốm đen mang lại một cảm giác có màu xanh, và những đốm đen lớn. Đầu và tai luôn đen.

## Tính tình
Chó Auvergne sống động, nhạy cảm, vâng lời và trìu mến. Thông minh và tốt bụng, nó là một con chó gia đình tốt và một chó săn bắn tuyệt vời. Nó có khả năng hòa hợp với những con chó khác. Braque d'Auvergne là một giống chó săn tự nhiên có xu hướng làm việc chặt chẽ với chủ của mình, thường xuyên tương tác. Đặc điểm này, kết hợp với bản chất nhẹ nhàng và mong muốn làm hài lòng của nó, làm cho nó trở thành một giống chó pointer có khả năng đào tạo cao.

## Tập luyện
Giống chó săn này cần những chuyến đi chơi dã ngoại thường xuyên để nó có thể tập thể dục, luyện mũi và tâm trí của nó.

## Lịch sử
Giống Braque d'Auvergne đã được công nhận bởi Câu lạc bộ Kennel (Anh) có hiệu lực từ ngày 1 tháng 4 năm 2016. Loài này được phân loại vào nhóm Gundog (HPR) trên Sổ đăng ký giống được nhập khẩu.